# وينديجو (فلم)
وينديجو (بالإنجليزية: Wendigo) هو فيلم رعب وغموض تم انتاجه في الولايات المتحدة وصدر سنة 2001 بطولة باتريسيا كلاركسون وجيك ويبر وإريك سوليفان.

## القصة
شخص يعمل كمصور يقرر الخروج من المدينة مع عائلته للاستمتاع بالمناظر الشتوية لكن شئ سئ جدا ينتظره.

## وصلات خارجية
- مقالات تستعمل روابط فنية بلا صلة مع ويكي بيانات

وينديجو على IMDb
وينديجو على Rotten Tomatos
وينديجو على Metacritic